# Верещёвка (разъезд)
Верещёвка — остановочный пункт Московской железной дороги в Брянской области.
Остановочный пункт расположен между станциями «Дятьково» и «Куява» на линии Брянск — Фаянсовая, в 10 км к северу от города Дятькова. Упоминается с 1934 года; в настоящее время по официальным документам является разъездом.
Название получил по деревне Верещовке, лежащей в 2 км к юго-западу. При станции возник посёлок Верещовка.
На станции в 1944 году произошло одно из крупнейших в СССР крушений поездов.